# Ernesto Guarda Carrasco
Ernesto Guarda Carrasco (* 8. August 1933 in La Unión, Chile; † 18. Februar 2014 in Valdivia, Chile) war ein chilenischer Komponist, Chordirigent und Musikpädagoge. Er wurde für sein bedeutendes Vermächtnis im Musikleben des südlichen Chiles und für seinen Beitrag zur Ausbildung neuer Generationen im Bereich der Musik anerkannt.

## Biographie
Geboren wurde er in der Provinz Valdivia. Er begann seine musikalische Ausbildung in Theorie und Klavier schon früh bei der Lehrerin Liliana Pérez in seiner Heimatstadt. An der Escuela Normal de Valdivia studierte er Theorie und Kontrabass bei Hernán Barría und Harmonie und Komposition bei dem Geiger Joaquín Taulis. An der Escuela Normal Superior José Abelardo Núñez in Santiago machte er seinen Abschluss als Profesor Normalista Urbano mit dem Hauptfach Musikpädagogik. Anschließend erwarb er den Titel eines Musiklehrers an der Universidad Austral de Chile. Darüber hinaus nahm er privaten Kompositionsunterricht bei dem herausragenden chilenischen Komponisten Enrique Soro.
Ab den 1960er Jahren war er als Dirigent von Chorensembles tätig, darunter der Coro Mixto del Instituto Comercial del Estado, der Coro Femenino de Valdivia, der Coro Masculino de Valdivia und der Coro Infantil de la Escuela de Hombres.
Er war der Komponist zahlreicher Chorwerke. Er war verantwortlich für die Choralbearbeitungen der Hymnen der Universidad Austral de Chile und des Instituto Alemán Carlos Anwandter. Er war der Komponist von mehr als einem Dutzend Schul- und Ortsliedern in der Provinz Valdivia, wie die von Reumén und Lanco. Er war Mitglied mehrerer Orchester und Gründer mehrerer Orchester, die noch heute eine tragende Säule des lokalen Musiklebens darstellen. Er komponierte auch eine große Anzahl von Instrumentalstücken.
Außerdem leistete er wichtige pädagogische Arbeit und gab Kurse und Fortbildungen im Bereich der Musikpädagogik. Er war auch ein aktiver Verbreiter der Musikkultur durch die Veröffentlichung von Essays, Rezensionen und Kolumnen, zum Beispiel in der Zeitschrift Kimelchén, die von der Corporación Cultural de Valdivia herausgegeben wurde.
Eines seiner wichtigsten Werke war die Gründung der Escuela de Cultura y Difusión Artística de Valdivia, des heutigen Colegio de Música Juan Sebastián Bach, im Jahr 1973, deren Direktor er war. Derzeit trägt eines der etablierten Kinderorchester dieser Einrichtung seinen Namen.
Er war Mitglied der Academia Chilena de Bellas Artes und Mitglied des Vorstands der Corporación Cultural Municipal de Valdivia.

## Bücher
- La Orquesta en Chile. Génesis y evolución (Valdivia: Ediciones el Kultrún, 2005)
- La Orquesta en Chile. Génesis y evolución, segunda edición en coautoría con José Manuel Izquierdo (Santiago: SCD, 2012)